# レボノルゲストレル
レボノルゲストレル（Levonorgestrel）はホルモン製剤の一つであり、様々な避妊手段に用いられる。商品名はノルレボで、緊急避妊薬として用いられる。

## 歴史
レボノルゲストレルが最初に作られたのは1960年代で、1980年代に避妊薬として使用され始めた。1999年にフランスで"NorLevo" としてフランスで正式に商品化され、以降、各国で正式に承認された。世界保健機関の必須医薬品のひとつで、基本的な保健システムに欠かせない最も重要な医薬品である。ジェネリック医薬品として入手できる。緊急避妊のために必要な服用量の卸売価格は、0.23 - 1.65米ドルである。アメリカでは、あらゆる年齢層を対象に一般用医薬品として販売されている。
日本では導入が遅れ、2011年2月23日に緊急避妊薬ノルレボとして承認された（アジアで認可していないのは日本と北朝鮮だけであった）。一般用医薬品としては販売されておらず、2017年7月26日、厚生労働省の「医療用から要指導・一般用への転用に関する評価検討会議」で一般用医薬品への転換が検討されたが、時期尚早として見送られた。しかし、一般用医薬品としての発売を要望する声が多く寄せられたことから、2023年6月26日、厚生労働省は、同年夏から翌24年3月まで、全都道府県の、特定の条件を満たした薬局においてレボノルゲストレルを処方箋無しで試験的に発売する方針を決定した。試験運用する薬局の条件は、研修を受けた薬剤師が販売する、夜間や土日祝日の対応が可能、近くの産婦人科などと連携できる、個室があるなどプライバシーが確保できる、の4点。

## 剤型
錠剤は、海外ではプランBというブランドが主流で、ジェネリック医薬品もある。緊急避妊薬として120時間以内に効果があり、性交渉後時間が経つにつれて効果が薄れ、妊娠前にのみ効くため、「できる限り速やかに服用するよう指導し性交後72時間以内に投与すること」と添付文書に記載がある。エストロゲンと組み合わせた経口避妊薬、月経困難症治療剤もある。
子宮内避妊器具IUDを用いてレボノルゲストレルを放出する、ミレーナなどのIUSは、長期の避妊に役立つ。
一部の国では、インプラント可能なレボノルゲストレルも入手できる。
子宮頸部を閉鎖して排卵を減少させ、精子の通過を防止することで効果がある。

## 薬効薬理
排卵抑制作用により避妊効果を示す。受精阻害作用、受精卵着床阻害作用も関与する可能性が考えられている。

## 副作用等
副作用は、消退出血（46.2%）、不正子宮出血（13.8%）、頭痛（12.3%）、悪心（9.2%）、閨怠感（7.7%）などがあり、その他にめまい、腹痛、嘔吐、下痢、乳房の痛み、月経遅延、月経過多、疲労などがある。妊娠回避効果は100%ではなく、排卵日付近の性交渉ではレボノルゲストレルを使っても81 - 84%である。
よく見られる副作用は、吐き気、乳房の圧痛、頭痛、経血量の増加や減少または生理不順である。妊娠中に緊急避妊薬として使用した場合に、胎児に影響する証拠はない。授乳中に使用しても安全である。レボノルゲストレル配合の避妊薬を摂取しても、性感染症のリスクは下がらない。
本剤の成分に対する過敏症の既往がある場合、重篤な肝機能障害のある場合（代謝能の低下により肝臓への負担が増加し、症状が増悪する可能性がある）、妊婦（成立した妊娠には効果がない）には処方してはいけない。その他肝障害のある場合、心疾患・腎疾患又はその既往歴のある場合（電解質代謝への影響によるナトリウムや体液の貯留により、症状が増悪する可能性がある）にも慎重を要する。また、重度の消化管障害あるいは消化管の吸収不良症候群がある場合，本剤の有効性が期待できないおそれがある。
また、小林亨らの研究により、メダカの胚に対してレボノルゲストレルを曝露すると、濃度により雄への性転換や雌への性転換をもたらすことが明らかとなった。